# لندس (ایندیانا)
لندس (به انگلیسی: Landess) یک منطقهٔ مسکونی در ایالات متحده آمریکا است که در ایندیانا واقع شده‌است. لندس ۳٫۶ کیلومتر مربع مساحت و ۱۸۸ نفر جمعیت دارد و ۲۶۳٫۹۶ متر بالاتر از سطح دریا واقع شده‌است.